# Internazionali Femminili di Palermo 2013
Internazionali Femminili di Palermo 2013 byl tenisový turnaj pořádaný jako součást ženského okruhu WTA Tour, který se hrál na otevřených antukových dvorcích v areálu Country Time Clubu. Konal se mezi 8. až 14. červencem 2013 v jihoitalském Palermu jako 26. ročník turnaje.
Turnaj s rozpočtem 235 000 dolarů patřil do kategorie WTA International Tournaments. Nejvýše nasazenou hráčkou ve dvouhře se stala světová pětka Sara Erraniová z Itálie, která ve finále podlehla deblové spoluhráčce a jedenácté tenistce žebříčku Robertě Vinciové. Obě italské hráčky, které spolu tvořily první pár světa, do soutěže čtyřhry nenastoupily.

## Ženská dvouhra

### Nasazení
| Stát      | Hráčka                      | WTA1) | Nasazení |
| --------- | --------------------------- | ----- | -------- |
| Itálie    | Sara Erraniová              | 5.    | 1.       |
| Itálie    | Roberta Vinciová            | 11.   | 2.       |
| Francie   | Kristina Mladenovicová      | 37.   | 3.       |
| Česko     | Klára Zakopalová            | 43.   | 4.       |
| Španělsko | Lourdes Domínguezová Linová | 53.   | 5.       |
| Rumunsko  | Irina-Camelia Beguová       | 61.   | 6.       |
| Španělsko | Sílvia Solerová Espinosová  | 74.   | 7.       |
| Česko     | Karolína Plíšková           | 77.   | 8.       |

- 1) Žebříček WTA k 24. červnu 2013.

### Jiné formy účasti
Následující hráčky obdržely divokou kartu do hlavní soutěže:
- Kristina Barroisová
- Alexandra Dulgheruová
- Giulia Gattová-Monticoneová
- Maria João Köhlerová

### Odhlášení
před zahájením turnaje
- Alexa Glatchová
- Tatjana Mariová
- Paula Ormaecheaová
- Jaroslava Švedovová

### Skrečování
- Alexandra Dulgheruová
- Mirjana Lučićová Baroniová

## Ženská čtyřhra

### Nasazení
| Stát       | Hráčka                     | Stát      | Hráčka                     | WTA1) | Nasazení |
| ---------- | -------------------------- | --------- | -------------------------- | ----- | -------- |
| Francie    | Kristina Mladenovicová     | Polsko    | Katarzyna Piterová         | 131.  | 1.       |
| Slovensko  | Janette Husárová           | Španělsko | Sílvia Solerová Espinosová | 131.  | 2.       |
| Česko      | Renata Voráčová            | Česko     | Barbora Záhlavová-Strýcová | 137.  | 3.       |
| Chorvatsko | Mirjana Lučićová Baroniová | Česko     | Klára Zakopalová           | 146.  | 4.       |

- 1) Žebříček WTA k 24. červnu 2013; číslo je součtem umístění obou členek páru.

### Jiné formy účasti
Následující páry obdržely divokou kartu do hlavní soutěže:
- Corinna Dentoniová /  Anastasia Grymalská
- Karin Knappová /  Flavia Pennettaová

## Přehled finále

### Ženská dvouhra
- Roberta Vinciová vs.  Sara Erraniová, 6–3, 3–6, 6–3

### Ženská čtyřhra
- Kristina Mladenovicová /  Katarzyna Piterová vs.  Karolína Plíšková /  Kristýna Plíšková, 6–1, 5–7, [10–8]